# Annita Malavasi
Annita Malavasi (Quattro Castella, 21 de mayo de 1921 - Reggio Emilia, 27 de noviembre de 2011), con nombre de guerra «Laila», fue una partisana y feminista italiana, una de las pocas mujeres que alcanzó el rango de comandante en la Resistencia italiana.

## Trayectoria
Annita Malavasi nació el 21 de mayo de 1921 en Quattro Castella. Creció en un barrio obrero políticamente activo y entró en contacto con los partisanos a través de sus hermanos. Se unió a la Resistencia italiana tras el 8 de septiembre de 1943 con el nombre de batalla «Laila». A partir de la primavera de 1944, se dedicó al transporte de armas de la ciudad a las montañas.
Desde el 2 de enero de 1945 hasta la liberación de Italia el 25 de abril de 1945, formó parte de la 144 Brigada Garibaldi «Antonio Gramsci», participando en la lucha armada en la zona de Reggio de los montes Apeninos. Llegó a ser comandante de una unidad de escuadrones del servicio de inteligencia con unas 40 mujeres, fue una de las pocas mujeres nombradas Comandante de Destacamento y al final de la guerra fue nombrada Sargento Mayor.
Tras la guerra, se dedicó a la actividad política en las filas del Partido Comunista Italiano (PCI). Fue una de una de las fundadoras de los «Grupos de Defensa Femenina», tras la Liberación. Se convirtió en jefa de la Comisión de Mujeres del PCI de Reggio Emilia. Entre 1945 y 1946, se implicó especialmente en la campaña electoral, organizando mítines y reuniones en bloque para llevar a las mujeres a las urnas. En la segunda mitad de los años 40, Anita trabajó por la aprobación y aplicación de la ley de maternidad, ocupándose de los problemas de las madres trabajadoras de Reggio y, en particular, de la falta de guarderías. Estuvo al frente de la organización de huelgas contra los despidos en las fábricas con una elevada mano de obra femenina, como Bloch, y participó en la organización de la primera conferencia de trabajadoras de Reggio Emilia.
En 1948, Anita se convirtió en la primera mujer secretaria general de la industria textil de Reggio Emilia, ocupándose sobre todo de las fábricas de calcetería de la provincia. Participó en la unificación del sindicato textil y de la confección, que dio lugar al nacimiento de Filtea, continuando con las actividades sindicales de la nueva categoría hasta 1968. De 1960 a 1970, fue concejal de Reggio Emilia. Entre los muchos temas que trató, la lucha por la igualdad salarial y la batalla por el trabajo a domicilio desempeñaron un papel central.
Fue secretaria provincial del sector textil de la Confederación General Italiana del Trabajo y, después, responsable de las cumbres locales de los Federbraccianti y los Federmezzadri, como miembro de los respectivos secretariados provinciales. Fue muy activa en la ANPI, fue miembro del Consejo Nacional y de la Coordinadora de Mujeres, y colaboró con el Istoreto en la promoción de los viajes conmemorativos.
Annita Malavasi falleció el 27 de noviembre de 2011 en la Reggio Emilia.

## Reconocimientos
Su biografía fue recogida en el documental We weren't given anything for free, reconocido en varios festivales. Además, es una de las seis mujeres partisanas protagonistas del documental de Bandite, junto a Viera Geminiani, Silvana Guazzaloca, Mirella Alloisio, Walkiria Terradura y Bianca Guidetti Serra.